# Quintus Caecilius Metellus Numidicus
Quintus Caecilius Metellus Numidicus († um 91 v. Chr.) war ein römischer Politiker und Feldherr der späten Republik.
Der Sohn des Lucius Caecilius Metellus Calvus (Konsul 142 v. Chr.) wurde im Jahr 109 v. Chr. selbst zum Konsul gewählt. Gleichzeitig erhielt er die Führung der römischen Truppen im Krieg gegen Jugurtha, den König der Numider. Bisher war der seit 111 v. Chr. andauernde Jugurthinische Krieg wenig erfolgreich verlaufen. Metellus reformierte sein Heer, besetzte Vaga und siegte am Muthul. Als Prokonsul schlug er Jugurtha im Jahre 108 v. Chr. und eroberte Thala. Eine Schlacht bei Zama blieb ohne Ergebnis. Diesen Eroberungen in Numidien verdankte er seinen Ehrentitel Numidicus. 107 v. Chr. wurde sein militärisches Oberkommando auf den Legaten Gaius Marius übertragen, der sich dieses Amt durch Intrigen gegen Metellus hatte aneignen können. Metellus brach daraufhin seine Operationen ab und kehrte nach Rom zurück.
Auch Metellus stand vor der Entscheidung, ein Optimat oder einer der Popularen zu sein, er entschied sich am Ende für die Optimaten und wurde zu einem entschiedenen Gegner der Popularen. Ein Grund war wohl, dass sein Feind Gaius Marius Anhänger der Popularen war, aber er begann auch gegen dessen Verbündete Lucius Appuleius Saturninus und Gaius Servilius Glaucia zu agieren.
Im Jahr 102 v. Chr. wurde er Zensor und versuchte kraft seines Amtes, Saturninus und Servilius aus dem Senat zu verdrängen, was ohne Erfolg blieb. Dennoch gab er nicht auf und so fing er an, die Gesetzesvorschläge des Saturninus zu boykottieren. Im Jahre 100 v. Chr. verweigerte er den Ackergesetzen des Saturninus seine Zustimmung im Senat, da diese den Veteranen zugutekommen sollten, die unter Gaius Marius gekämpft hatten. Gaius Marius erhielt auf diese Weise eine Unmenge Klienten, was seine Macht erheblich steigerte. Saturninus beantragte noch im selben Jahr erfolgreich die Verbannung des Metellus. Numidicus ging freiwillig nach Rhodos und wurde dann förmlich verbannt. 99 v. Chr. durfte er zurückkehren, trat aber in der Öffentlichkeit nicht mehr in Erscheinung. Cicero schätzte ihn als Redner.